# Шен Цзян
Шен Цзян (кит.: 盛泽田; нар. 25 березня 1983, Ханчжоу, провінція Чжецзян) — китайський борець греко-римського стилю, чемпіон, срібний та бронзовий призер чемпіонатів Азії, срібний призер Азійських ігор, бронзовий призер Олімпійських ігор.

## Життєпис
Боротьбою почав займатися з 1999 року.
Виступав за борцівський клуб провінції Чжецзян. Тренер — Шен Цзетянь з 1999.

## Спортивні результати на міжнародних змаганнях

### Виступи на Олімпіадах
| Змагання                    | Збірна | Вагова категорія                 | Місце  |
| --------------------------- | ------ | -------------------------------- | ------ |
| Літні Олімпійські ігри 2004 | Китай  | греко-римська боротьба, до 55 кг | 13     |
| Літні Олімпійські ігри 2008 | Китай  | греко-римська боротьба, до 60 кг | Бронза |
| Літні Олімпійські ігри 2012 | Китай  | греко-римська боротьба, до 60 кг | 10     |

### Виступи на Чемпіонатах світу
| Змагання                        | Збірна | Вагова категорія                 | Місце |
| ------------------------------- | ------ | -------------------------------- | ----- |
| Чемпіонат світу з боротьби 2003 | КНР    | греко-римська боротьба, до 60 кг | 32    |
| Чемпіонат світу з боротьби 2007 | КНР    | греко-римська боротьба, до 60 кг | 11    |
| Чемпіонат світу з боротьби 2011 | КНР    | греко-римська боротьба, до 60 кг | 13    |

### Виступи на Чемпіонатах Азії
| Змагання                       | Збірна | Вагова категорія                 | Місце  |
| ------------------------------ | ------ | -------------------------------- | ------ |
| Чемпіонат Азії з боротьби 2006 | КНР    | греко-римська боротьба, до 60 кг | Срібло |
| Чемпіонат Азії з боротьби 2007 | КНР    | греко-римська боротьба, до 60 кг | Бронза |
| Чемпіонат Азії з боротьби 2010 | КНР    | греко-римська боротьба, до 60 кг | Золото |
| Чемпіонат Азії з боротьби 2011 | КНР    | греко-римська боротьба, до 60 кг | 8      |

### Виступи на Азійських іграх
| Змагання           | Збірна | Вагова категорія                 | Місце  |
| ------------------ | ------ | -------------------------------- | ------ |
| Азійські ігри 2006 | КНР    | греко-римська боротьба, до 60 кг | Срібло |

### Виступи на інших змаганнях
| Змагання                                                         | Збірна | Вагова категорія                 | Місце  |
| ---------------------------------------------------------------- | ------ | -------------------------------- | ------ |
| Олімпійський кваліфікаційний турнір з боротьби 2004 (Новий Сад)  | КНР    | греко-римська боротьба, до 55 кг | 5      |
| Олімпійський кваліфікаційний турнір з боротьби 2008 (Роме-Остія) | КНР    | греко-римська боротьба, до 60 кг | 5      |
| Олімпійський кваліфікаційний турнір з боротьби 2008 (Новий Сад)  | КНР    | греко-римська боротьба, до 60 кг | 13     |
| Міжнародний меморіал Дейва Шульца 2010                           | КНР    | греко-римська боротьба, до 60 кг | 5      |
| Тестовий турнір FILA 2011                                        | КНР    | греко-римська боротьба, до 60 кг | 8      |
| Олімпійський кваліфікаційний турнір з боротьби 2012 (Астана)     | КНР    | греко-римська боротьба, до 60 кг | Золото |